# 10367 Sayo
10367 Sayo è un asteroide della fascia principale. Scoperto nel 1994, presenta un'orbita caratterizzata da un semiasse maggiore pari a 2,3473585 UA e da un'eccentricità di 0,1488808, inclinata di 2,66066° rispetto all'eclittica. Il suo diametro è di 3,735	km. È dedicato a Sayō, una cittadina giapponese.